# نرگسی (ایوان)
نرگسی یکی از روستاهای استان ایلام است که در دهستان نبوت بخش مرکزیدر 5 کیلومتری شهرستان ایوان واقع شده‌است .
بر اساس آمار جمعیت روستای[نرگسی] 400 نفر تخمین زده میشود
از روستای نرگسی به عنوان یکی از روستای های 7 [طایفه] بان سیری نام برده میشود...